# Operatie Rolling Thunder

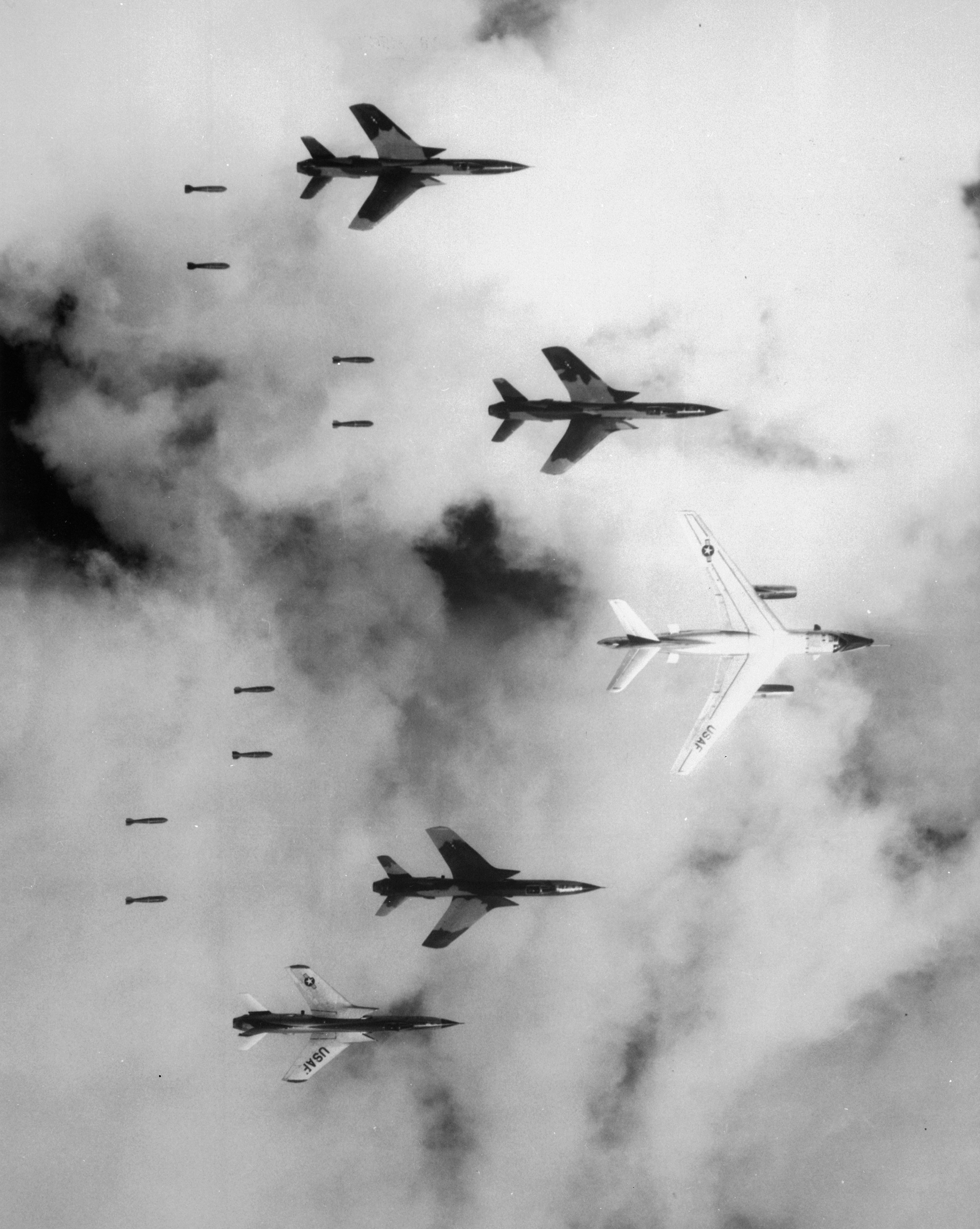
Bombardementen in Vietnam

Operatie Rolling Thunder was de codenaam voor de permanente luchtaanvallen op Noord-Vietnam en op de Vietcong in Zuid-Vietnam die in maart 1965 van start gingen.
Deze codenaam werd gebruikt door de Amerikanen in Zuid-Vietnam tijdens de Koude Oorlog om het communistische Noord-Vietnam zich snel over te laten geven.
Reden van de oorlog tussen Zuid- en Noord-Vietnam was dat de Amerikanen vreesden dat bij het in de steek laten van Zuid-Vietnam, geheel Vietnam communistisch zou worden en hierdoor volgens de dominotheorie van Dwight D. Eisenhower (uit 1954) in 1963 heel Zuidoost-Azië bedreigd zou worden. Noord-Vietnam moest zich dus overgeven zodat de Amerikanen geen gezichtsverlies zouden lijden en het communisme niet zou overheersen.